# 5358 Meineko
5358 Meineko este o planetă minoră (asteroid), cu un diametru de 13,749 km, din centura de asteroizi. A fost descoperită pe 26 august 1992 la Kushiro de Seiji Ueda⁠(d) și a fost numită după Seiichiro Kiyota⁠(d). 
Obiectul prezintă o orbită caracterizată de o semiaxă mare de 2,855565 UAi, o excentricitate de 0,1906933, o înclinație de 11,08729 ° în raport cu ecliptica.